# Transfusionsgesetz
Das Transfusionsgesetz (TFG) regelt seit 1998 in der Bundesrepublik Deutschland die Gewinnung von Blut, Blutbestandteilen und Blutprodukten sowie deren Anwendung am Menschen bei Bluttransfusionen.
Es enthält außerdem umfassende Dokumentationspflichten. Das Transfusionsgesetz regelt damit einen Sonderfall der Gewebespende, für den das Transplantationsgesetz keine Anwendung gemäß § 1 Abs. 2 Satz 2 TPG findet. Dies legt § 29 Satz 2 TFG ausdrücklich fest.
Die Bundesärztekammer veröffentlicht im Einvernehmen mit dem Paul-Ehrlich-Institut Richtlinien, die die ordnungsgemäßen Handhabung mit Blut, Blutbestandteilen und Blutprodukten, insbesondere deren Gewinnung und Verwendung, regeln (siehe Hämotherapie-Richtlinien).

## Entstehung des Gesetzes
Im Jahre 1993 wurde im sogenannten „Blutskandal“ bekannt, dass sich in den 1980er Jahren in Deutschland mehrere hundert Personen durch Bluttransfusionen mit dem HI-Virus infiziert hatten. Daraufhin entwickelte sich eine lebhafte Debatte über die Notwendigkeit einer genauen rechtlichen Regelung des Blutspendewesens mit umfassenden Kontrollpflichten, die schließlich im Erlass des ersten Transfusionsgesetzes im Jahre 1998 mündete.
Das Gesetz wurde im Jahre 2005 umfassend geändert, um europäische Vorgaben in das nationale Recht umzusetzen. So verlängern sich beispielsweise die Dokumentationspflichten von bisher fünfzehn auf nun dreißig Jahre.

## Regelungsmaterie

### Rahmenbedingungen für die Blutspende
Das Gesetz betont die Relevanz von Blutspenden für die Gemeinschaft. Aus diesem Grunde sollen sie laut § 3 Abs. 3 TFG „besonders vertrauensvoll und verantwortungsvoll“ betreut werden. Die Spendeeinrichtungen müssen personell, baulich, räumlich und technisch ausreichend ausgestattet sein und sollen sich bei Bedarf gegenseitig unterstützen. Die jüngste Änderung des Gesetzes stellt zudem klar, dass bei der Durchführung der Blutspende eine approbierte ärztliche Person vorhanden sein muss, unter deren Verantwortung die Blutspende stattfindet (§ 4 Nr. 3 und § 7 Abs. 2 TPG). Jedoch ist dabei der Einsatz telemedizinischer Verfahren zulässig. Der aktuellste Stand der medizinischen Wissenschaft und Technik ist dabei zu berücksichtigen (§ 7 Abs. 1 TPG).

### Aufklärung und Einwilligung
Die spendende Person muss gemäß § 6 TFG über Wesen, Bedeutung und Risiken der Spendeentnahme, der Untersuchung des gespendeten Blutes sowie die Erhebung, Verarbeitung und Nutzung personenbezogener Daten aufgeklärt werden und in diese einwilligen (Informierte Einwilligung). Die Einwilligung muss schriftlich erfolgen.

### Spenderimmunisierung und Gewinnung von Blutstammzellen
Das TFG regelt in § 8 den Sonderfall der Spenderimmunisierung, der einerseits notwendig ist, um Hyperimmunplasma zu gewinnen, andererseits aber mit Risiken für den Spender verbunden ist. § 9 TFG regelt die Gewinnung von Blutbestandteilen wie Blutstammzellen oder Blutplasma. Beide Paragrafen verweisen auf die zuständigen Landesbehörden und sehen umfassende Kontroll- und Dokumentationspflichten vor. So wurde für Blutstammzellen ein eigenes Register beim Deutschen Institut für Medizinische Dokumentation und Information eingerichtet.

### Aufwandsentschädigung
Gemäß § 10 TFG soll die Entnahme der Spende unentgeltlich erfolgen. Der spendenden Person darf aber eine Aufwandsentschädigung gezahlt werden, die sich an dem unmittelbaren Aufwand der jeweiligen Spendeart orientieren soll.

### Dokumentation
Die Spendeeinrichtungen treffen gemäß § 11 TFG umfassende Dokumentationspflichten. Nach der Neuregelung tritt an die bisherige Verpflichtung, die Unterlagen über Blutspenden fünfzehn Jahre lang aufzubewahren, nun eine Frist von 30 Jahren. Diese Rückverfolgbarkeit ist z. B. bei schweren Nebenwirkungen wichtig.

### Blutdepots sowie Anwendung, Lagerung und Transport
§ 11a stellt klar, dass die strengen Vorschriften des Transfusionsgesetzes nicht nur für Spendeeinrichtungen, sondern auch für Blutdepots gelten. Weitere Vorschriften betreffen die Anwendung von Blutprodukten (§ 13 TFG) und die genaue Dokumentation dieser Anwendung (§ 14 TFG). Auch der Transport und die Lagerung sowie die Entsorgung nicht angewendeter Blutprodukte (§ 17 TFG) sind genau geregelt.

### Rückverfolgung
Für den Fall, dass ein Spender mit HIV, Hepatitis-Viren oder anderen Krankheitserregern infiziert ist, sieht § 19 TFG ein Verdachtprüfungs- und Rückverfolgungsverfahren vor. Infizierte Spenden sollen auf diese Weise möglichst schnell aus dem Verkehr gezogen werden können.

### Weitere Vorschriften
Die weiteren Vorschriften des TFG betreffen ein koordiniertes Meldewesen, die Erhebung epidemiologischer Daten, einen Arbeitskreis von Sachverständigen (Arbeitskreis Blut), Mitteilungspflichten von Behörden und weitere Nebenbestimmungen.

### Anwendbarkeit auf Eigenbluttherapie
Im Rahmen der Konkretisierung von § 28 TFG ist strittig, ob auch für die verschiedenen Varianten der Eigenbluttherapie das Transfusionsgesetz anwendbar ist.

## Kritik
Nach früheren Versionen der Hämotherapie-Richtlinie der Bundesärztekammer kamen homo- und bisexuelle Männer neben Angehörigen anderer Risikogruppen (genannt werden ausdrücklich auch Drogenabhängige, Prostituierte aller Geschlechter sowie Häftlinge) als Blutspender nicht in Frage. Diese Regelung traf bei Homosexuellenverbänden auf Kritik, die darauf hinwiesen, dass es diskriminierend sei, Homosexuellen grundsätzlich einen unreflektierten Lebenswandel und die billigende Gefährdung der Empfänger durch potentiell infektiöses Blut zu unterstellen. Mögliche Spender sollten daher nicht mehr nach ihrer sexuellen Orientierung, sondern der Häufigkeit wechselnder Sexualkontakte gefragt werden.
Durch das UPD-Stiftungsgesetz, das auch Änderungen am TFG vorsieht, wurden diese Regelungen durch eine Novelle der Hämotherapie-Richtlinie (Gesamtnovelle 2023) gestrichen. Nach der neuen Richtlinie sind Ausschlüsse oder Rückstellungen aufgrund der Zugehörigkeit zu einer Gruppe mit einer bestimmten sexuellen Orientierung oder einer bestimmten Geschlechtsidentität nicht mehr möglich. Es gilt nur noch das jeweilige individuelle Sexualverhalten des Spenders (§ 12a TFG).
Jedoch stoßen auch die neuen Regelungen, insbesondere zum Analverkehr, weiterhin auf Kritik der Verbänden. Diese würden weiterhin homo- und bisexuelle Männer diskriminieren, ohne dies klar zu benennen.